# Horst Fascher

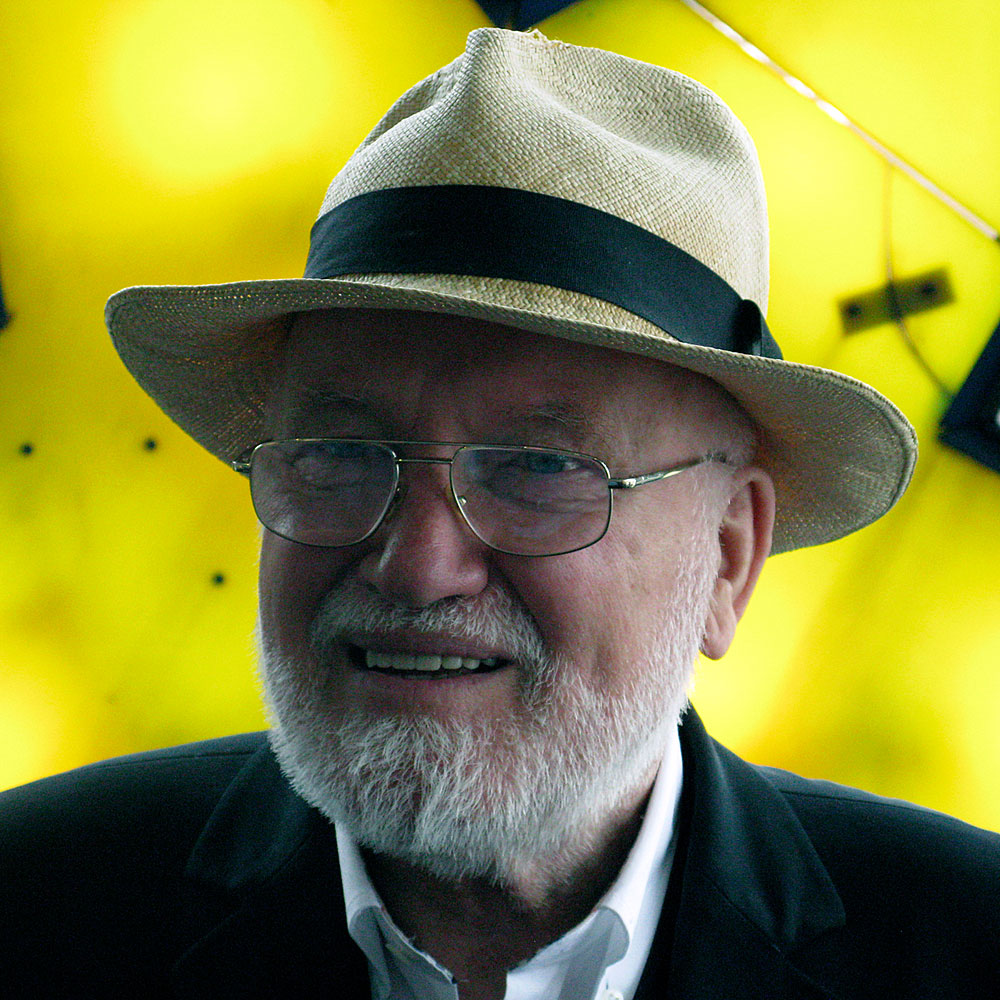
Horst Fascher (2012)

Horst Fascher (* 5. Februar 1936 in Hamburg) ist ein deutscher Musikmanager und Musikpromoter. Er war Mitbegründer und Geschäftsführer des Hamburger Star-Clubs.

## Leben
Horst Fascher wollte zunächst wie sein Vater Seemann werden, dieser drang jedoch auf eine Lehre als Schiffszimmerer und Bootsbauer. Als Horst Fascher 1949 einen Auftritt des Jazz-Musikers George Maycock sah, erwachte erstmals sein Interesse für die Musik, das später durch ein Konzert von Bill Haley verstärkt wurde.
Von 1953 bis 1959 war Horst Fascher als Boxer aktiv und 1953 Hamburger Meister im Federgewicht. Seine Karriere wurde jedoch kurz vor einem bevorstehenden Kampf gegen den amtierenden Olympiasieger Wladimir Jengibarjan wegen eines laufenden Verfahrens wegen Totschlags beendet.
1959 lernte Fascher auf einer Wettkampfreise nach England Tony Sheridan kennen. Er holte ihn zu Auftritten im Kaiserkeller und im Top Ten Club nach Hamburg. Im Top Ten war Fascher Anfang der 1960er Jahre Geschäftsführer, er verließ ihn aber wegen Unstimmigkeiten und arbeitete als Kellner auf der Großen Freiheit.
1962 lernte er Manfred Weissleder kennen, der in St. Pauli Erotikbars und zwei Kinos betrieb. Horst Fascher unterbreitete Weissleder den Vorschlag, eines dieser Kinos zu einem Musikclub umzugestalten. Weissleder ging darauf ein, und am 13. April 1962 wurde der Star-Club eröffnet. Horst Fascher wurde Geschäftsführer und „Booking Manager“. Er holte Musiker wie die Beatles in den Club und begründete damit dessen Weltruhm. Der Club wurde 1969 geschlossen.
1965 musste Horst Fascher eine Haftstrafe antreten. Nach seiner Entlassung ging er 1967 mit Tony Sheridan nach Vietnam, wo er die amerikanischen GIs musikalisch betreute. Dort lernte er seine spätere Frau Enry kennen, die später Sängerin bei den Les Humphries Singers wurde. 1970 wurde ihr gemeinsamer Sohn David Fascher geboren.
1976 eröffnete Horst Fascher den neuen „Star-Club II“ am Hamburger Großneumarkt; unter den Eröffnungsgästen waren Ringo Starr und Tony Sheridan. Er hatte mit diesem Club jedoch keinen Erfolg. In den 1980er und 1990er Jahren war er als Musikpromoter tätig.
Im Jahr 2006 veröffentlichte Horst Fascher seine Autobiografie Let The Good Times Roll!  Er ist der Onkel des Fußballtrainers Marc Fascher.
Horst Fascher lebt in Hamburg. 2006 heiratete er Birgit Fascher geb. Bahr.

## Veröffentlichungen
- Let the good times roll! Der Star-Club-Gründer erzählt. Autobiografie. Aufgezeichnet von Oliver Flesch. Mit Grußworten von Paul McCartney und Ray Charles. Eichborn, Frankfurt am Main 2006, ISBN 3-8218-5631-9.
Tonträger: 1 CD (MP3). Gelesen von Gerd Alzen. Radioropa Hörbuch, Daun 2007, ISBN 978-3-8368-0013-6.
- mit Carsten Wieland: Horst Fascher – The Guy who brought … Hrsg. Ralf Henninger. Art Empire Publishing, Hamburg 2010, ISBN 978-3-9813682-0-8.